# José Luis Cuciuffo
José Luis Cuciuffo (Córdoba, 1 februari 1961 - Bahía San Blas, 11 december 2004) was een Argentijnse voetballer die als linksback speelde. Hij begon zijn voetbalcarrière bij CA Talleres en in 1988 maakte hij de overstap naar Boca Juniors. Na zijn periode in Argentinië speelde Cuciuffo nog voor het Franse Nîmes.
Hij blonk vooral uit bij de nationale ploeg van Argentinië, waarmee hij in 1986 de Wereldbeker wist te winnen en in bijna alle wedstrijden meespeelde. In totaal kwam hij 21 wedstrijden voor de Albiceleste uit tussen 1983 en 1989. Op clubniveau won hij in 1989 de Supercopa Sudamericana en in 1990 de Recopa Sudamericana, beiden als speler van Boca Juniors.
Na Frankrijk sloot Cuciuffo zijn voetbalcarrière af in zijn geboortestad bij Belgrano de Córdoba.

## Clubcarrière
Cuciuffo begon zijn profcarrière in 1978, toen hij op 17-jarige leeftijd een contract kreeg bij Club Atlético Huracán in zijn thuisstad Córdoba. Voor deze club kwam hij nooit voor het eerste team in actie, waarna hij verhuisde naar stadsgenoot CA Talleres. In 1980 werd hij door de club uitgeleend aan CA Chaco For Ever, een team uit het noordoosten van Argentinië, waar hij in 1980 zijn eerste minuten maakte in de Argentijnse competitie. Aan het einde van het seizoen keerde hij terug naar Talleres, dat op dat moment een van de sterkste teams van Argentinië was en veel spelers had van het succesvolle Argentijnse team dat in 1978 de Wereldbeker won. In het seizoen van 1981 speelde Cuciuffo regelmatig in het elftal van trainer Júlio César da Silva Gurjol.
In het daaropvolgende seizoen verruilde Cucioffo de club voor Vélez Sarsfield, waar hij uiteindelijk zou uitgroeien tot een vaste waarde en vijf jaar zou blijven. In deze periode verbeterde hij zijn spel aanzienlijk, waarop hij ook een uitnodiging kreeg om voor het Argentijns elftal te spelen en deel uit maakte van de selectie voor het WK 1986.
Het jaar na de wereldbekerwinst met Argentinië maakte hij de transfer naar Boca Juniors. Hoewel hij bij deze club zijn enige successen boekte met winst in de Supercopa Sudamericana en Recopa Sudamericana, waren het niet de beste jaren voor de club uit Buenos Aires en was de relatie tussen spelers en clubmanagement ook niet goed. Als gevolg van een slechte relatie met de directie besloot Cuciuffo om te emigreren naar Frankrijk, waar hij zich aansloot bij de Franse tweedeklasser Nîmes Olympique. In zijn eerste seizoen in Frankrijk werd hij kampioen met Nîmes en in de twee daaropvolgende jaren speelde hij met het team in de Ligue 1. In 1993 keerde hij terug naar Argentinië om voor Belgrano te spelen, waar hij zelf ook een fanatieke fan van was, voordat hij aan het einde van dat seizoen besliste om voorgoed met voetbal te stoppen.

## Interlandcarrière
Cuciuffo verkreeg in 1981 landelijke bekendheid in Argentinië, en niet enkel vanwege zijn voetbalkwaliteiten. Het tijdschrift Humor, een blad dat de meeste weerstand bood tegen de militaire dictatuur van Argentinië, gebruikte de fonetiek van zijn achternaam om campagne te voeren zodat de speler opgeroepen zou worden voor het nationale team van Argentinië. Hoewel César Luis Menotti hem uiteindelijk niet meenam naar het WK 1982 in Spanje, veranderde hij toen van een onbekende voetballer in een extreem populaire speler. Dit was niet zozeer vanwege zijn spel, maar vooral vanwege zijn achternaam en de constante grappen die in een rubriek van het tijdschrift Humor werden gemaakt, waarin de felste voetbalcritici van die tijd zijn aanwezigheid in de Albiceleste eisten. Uiteindelijk duurde het tot 17 november 1985, toen Cuciuffo debuteerde in een vriendschappelijke interland tegen Mexico.
Toen Cuciuffo eenmaal een vaste waarde was geworden voor Vélez Sarsfield, werd hij door Carlos Bilardo toegevoegd aan de selectie voor het WK 1986 in Mexico. Hoewel hij eigenlijk geen basisplaats zou krijgen, kwam hij door de blessure van Néstor Clausen toch in zes van de zeven wedstrijden in actie voor Argentinië en droeg hij zo een belangrijke rol in de winst van de tweede wereldbeker.
Cuciuffo speelde uiteindelijk tussen 1985 en 1989 mee in 21 wedstrijden van het nationale team van Argentinië.

## Carrière na voetbalpensioen
Nadat hij gestopt was met zijn actieve carrière runde Cuciuffo een eigen bar en werd hij lid van de trainersvakbond in Córdoba. Hij werd vervolgens trainer van 24 de Septiembre, een lokaal team in Arroyito, Córdoba, en eigenaar van de Potreros de Claret voetbalschool.
Hij verscheen voor het laatst in het openbaar in december 2003, toen hij aanwezig was het hotel van Boca Juniors in Yokohama voor de wedstrijd tegen AC Milan op de Wereldbeker voetbal voor clubteams. Op dat moment gaf Cuciuffo een clinic een groep Japanse jeugdspelers, en maakte hij gebruik van de aanwezigheid van zijn voormalige team om de spelers te bezoeken in het hotel en zijn landgenoten aan te moedigen in aanloop naar de finale.

## Overlijden
Cuciuffo raakte op zaterdagavond 11 december 2004 zwaargewond toen hij op een jachttrip was in Bahía San Blas. Het jachtgeweer dat Cuciuffo bij deze trip meehad was per ongeluk afgegaan en had hem in de lever geraakt.
Hij stierf diezelfde avond op 43-jarige leeftijd, toen hij op weg was naar het ziekenhuis in Carmen de Patagones. Politiebronnen zeiden na het accident  dat de ex-voetballer in zijn lever was geraakt, omdat hij het wapen tussen zijn benen vastgehouden had en de loop rustte op zijn buik.
1 Almirón ·
2 Batista ·
3 Bochini ·
4 Borghi ·
5 Brown ·
6 Passarella ·
7 Burruchaga ·
8 Clausen ·
9 Cuciuffo ·
10 Maradona  ·
11 Valdano ·
12 Enrique ·
13 Garré ·
14 Giusti ·
15 Islas ·
16 Olarticoechea ·
17 Pasculli ·
18 Pumpido ·
19 Ruggeri ·
20 Tapia ·
21 Trobbiani ·
22 Zelada ·
Coach: Bilardo